# Panama Francis
Panama Francis (ur. 21 grudnia 1918 w Miami, zm. 13 listopada 2001 w Orlando) – amerykański perkusista jazzowy. Współpracował m.in. z takimi wykonawcami jak: Roy Eldridge, Willie Bryant, Lucky Millinder, Cab Calloway, Buddy Holly, The Coasters, Della Reese, Neil Sedaka, The Platters, Frankie Avalon, Big Joe Turner, Paul Anka, The Tokens, Bobby Freeman, Connie Francis, Jackie Wilson, Brook Benton, The Flamingoes, Bobby Darin, James Brown, The Four Seasons, Ray Charles, Tony Bennett oraz Sarah Vaughan.